# Johann Nepomuk Kaňka (pare)
Johann Nepomuk Kaňka   (Ciutat Vella, 14 d'abril de 1744 - Ciutat Vella, 30 de març de 1798) fou un compositor, jurista i advocat polonès.
Va estudiar dret i filosofia a la Universitat de Praga, on va obtenir el doctorat el 1768. Va treballar al servei judicial. El 1778 va ser l'administrador de districte d'Appellationsrat, 1783 a Bohèmia i l'any 1787, les denominacions de la llei sobre terres.
És famós en el món musical per les grans vetllades que organitzava a casa seva, sent un centre d'activitats musicals d'un alt nivell i, va treballar com a compositor i col·leccionista de música.
El seu fill Johann Nepomuk també va ser un reconegut advocat i compositor.

## Obres
- Institutiones juris canonici ad ordinal decretalium (1770)
- Balli tedeschi (1787, després del Figaro de Mozart)
- Systema Juris Gentium Universale (1798)